# Progress quest
Progress Quest es un videojuego creado en el año 2002 como una parodia de EverQuest y otros MMOs, parodiando el hecho de que a falta de dificultad, y de que en este tipo de juegos tan solo debes esperar a que pase el tiempo mientras subes de nivel.

## Jugabilidad
En Progress Quest puedes iniciar una partida offline, o jugar una en línea donde el personaje se añade al "Ranking de personajes"
El jugador no tiene interacción alguna, más allá de elegir el rol, la raza, y el nombre del personaje. El resto del tiempo el jugador tan solo es un mero espectador de las cosas que va consiguiendo su personaje, que se representan en texto sobre la pantalla. En la pantalla hay unas barras de progreso que indican al jugador cuánto falta para terminar su tarea actual, cuando se lucha, se generan enemigos aleatoriamente mezclando, el número de enemigos, un sustantivo, y un adjetivo.
Como consecuencia de haber derrotado a un enemigo, o haber completado una misión, se obtienen objetos que también se consiguen aleatoriamente con dos adjetivos y un nombre. También se obtiene oro que el personaje usará para mejorar los objetos que consiga.

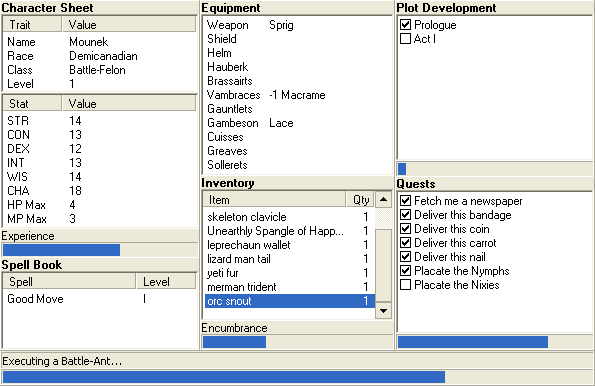
Captura de pantalla de una partida de Progress Quest

## Historia
El juego se ha actualizado numerosas veces, una actualización en particular añadía unas barras de carga con sombras que daban un "efecto 3D" lo cual generó distintas bromas que llevaron a que los usuarios hiciesen creer a la gente nueva en los foros, que existían versiones en formato físico del juego con gráficos en 3D.
Progress Quest publicó su código fuente el 20 de mayo de 2011